# Мичуринский сельсовет (Башкортостан)
Мичуринский сельсовет — муниципальное образование в Шаранском районе Башкортостана.
Согласно Закону о границах, статусе и административных центрах муниципальных образований в Республике Башкортостан имеет статус сельского поселения.

## Население
| 2002  | 2009  | 2010  | 2012  | 2013  | 2014  | 2015  |
| ----- | ----- | ----- | ----- | ----- | ----- | ----- |
| 3001  | ↗3103 | ↘2715 | ↘2695 | ↘2660 | ↘2596 | ↘2551 |
| 2016  | 2017  | 2018  |       |       |       |       |
| ↘2479 | ↘2451 | ↘2373 |       |       |       |       |

## Состав
В состав сельсовета входят 25 населённых пунктов:
- д. Борисовка,
- д. Булансаз,
- д. Григорьевка,
- д. Еланчикбаш,
- д. Кубаляк,
- д. Михайловка,
- с. Мичуринск,
- д. Новобайгильдино,
- д. Новобайкиево,
- д. Новопетровка,
- д. Новотроицк,
- д. Новотурбеево,
- д. Новочикеево,
- с. Новоюмашево,
- с. Новые Карьявды,
- д. Папановка,
- д. Покровка,
- д. Рождественка,
- д. Соколовка,
- с. Старотурбеево,
- с. Старочикеево,
- д. Тимирово,
- д. Три Ключа,
- с. Шаранбаш-Князево,
- д. Юность.

### Упразднённые населённые пункты
- Папановка — упразднённая  в 1995 году деревня.
- Чингиз-Ивановка — упразднённая  в 2005 году деревня.